# Nadieżda Kadyszewa
Nadieżda Nikiticzna Kadyszewa (ros. Надeжда Никитична Кадышeва, ur. 1 czerwca 1959 w miejscowości Gorki, rejon leninogorski, Tatarstan) – rosyjska piosenkarka erzjańskiego pochodzenia, solistka Teatru Muzycznego Zołotoje Kolco. Honorowa Obywatelka Bugulmy. Ludowa Artystka Federacji Rosyjskiej, Ludowa Artystka Mordowii, Zasłużona Artystka Tatarstanu. W 2008 roku otrzymała Złoty Gramofon.